# چاه محمد حسینی
چاه محمدحسینی یا چاه شماره ۷ روستایی در دهستان مومن‌آباد بخش مرکزی شهرستان سربیشه استان خراسان جنوبی ایران است.

## جمعیت
بر پایه سرشماری عمومی نفوس و مسکن در سال ۱۳۹۵ جمعیت این روستا ۲۱ نفر (۱۰خانوار) بوده‌است.